# Metastrongylose
Die Metastrongylose ist eine Parasitose bei Schweinen die durch Lungenwürmer der Gattung Metastrongylus ausgelöst wird. Sie kommt weltweit vor.

## Erreger, Vorkommen und Krankheitsentstehung
Häufigste Auslöser sind Metastrongylus apri, Metastrongylus pudendotectus und Metastrongylus salmi. In einer europäischen Wildschweinpopulation konnten diese Parasiten bei 77,4 % der Schweine festgestellt werden. Am häufigsten sind Schweine im Alter von vier bis sieben Monaten betroffen. Da alle Metastrongyliden für ihre Entwicklung zwingend Regenwürmer als Zwischenwirt benötigen, kommen Erkrankungen bei Hausschweinen in Stallhaltung nur äußerst selten vor.
Die adulten Würmer leben in den Bronchien und Bronchiolen, vorzugsweise in den hinteren Lungenlappen. Hier verursachen sie eine chronische katarrhalische und eosinophile Bronchiolitis und Bronchitis. Oft kommt es zu bakteriellen Sekundärinfektionen, insbesondere durch Staphylokokken, so dass diese Entzündung auch eitrig sein kann. Ob die Würmer auch andere Erkrankungen wie die Schweineinfluenza übertragen können, ist nicht abschließend geklärt.

## Klinisches Bild und Pathologie
Metastrongyliden lösen meist nur leichte Krankheitserscheinungen aus, bei erwachsenen Tieren kann eine Metastrongylose gänzlich symptomlos verlaufen. Ein schwerer Befall kann bei Jungschweinen starken Husten mit Atemnot und Nasenausfluss hervorrufen. Sekundärinfektionen verschlechtern das Krankheitsbild, hier können auch Inappetenz und Gewichtsverlust auftreten.
Während der Präpatenz kommt es zu Konsolidierung der Lunge, Hypertrophie der Bronchialmuskulatur und Hyperplasie des peribronchial lymphatischen Gewebes, die oft mit überblähten Regionen (Bronchiektasien) vergesellschaftet sind. Mit Beginn der Eiablage in den kleinen Luftwegen nimmt die Konsolidierung zu und auch das Lungenemphysem wird deutlicher. Zudem kommt es zu einer vermehrten Schleimansammlung in den Bronchien. Etwa sechs Wochen nach der Infektion entwickelt sich eine chronische Bronchitis und kleine graue Knötchen entstehen, die zu größeren Knoten zusammenfließen können.

## Diagnostik und Behandlung
Die Eier können im Kot mittels Flotationsverfahren nachgewiesen werden. Da sie eine hohe Dichte haben, sollte dafür eine gesättigte Magnesiumsulfat-Lösung eingesetzt werden. Die kleinen, rauschaligen Eier mit der Larve 1 sind charakteristisch. Es ist aber zu beachten, dass auch bei einem positiven Nachweis von Eiern die klinischen Symptome meist von bakteriellen oder viralen Atemwegserkrankungen stammen, da Metastrongylosen bei älteren Tieren häufig völlig symptomlos verlaufen.
Bei Freilandhaltung ist die Bekämpfung sehr schwierig, da Regenwürmer überall vorkommen und langlebig sind. In Landwirtschaftsbetrieben mit schweren Erkrankungsfällen sollten die Schweine aufgestallt werden und die Wiese für andere Weidetiere (Wiederkäuer sind für Metastrongyliden nicht empfänglich) verwendet werden. Viele Anthelminthika wie Benzimidazole, Levamisol und Avermectine sind gut wirksam.